# فيفيان نوري
فيفيان نوري (بالإنجليزية: Vivian Nouri)‏ وتعرف باسم نوري (بالإنجليزية: NOURI)‏ هي مغنية نيوزلندية ذات أصول سورية كردية ولدت في يوم 10 فبراير 1993 في حلب. تغني باللغتين الإنجليزية والكردية واشتهرت بغناء أغنية Where Do We Go From Here وألتي احتلت المركز الأول في نيوزلندا في نوفمبر 2018.